# Small Computer System Interface

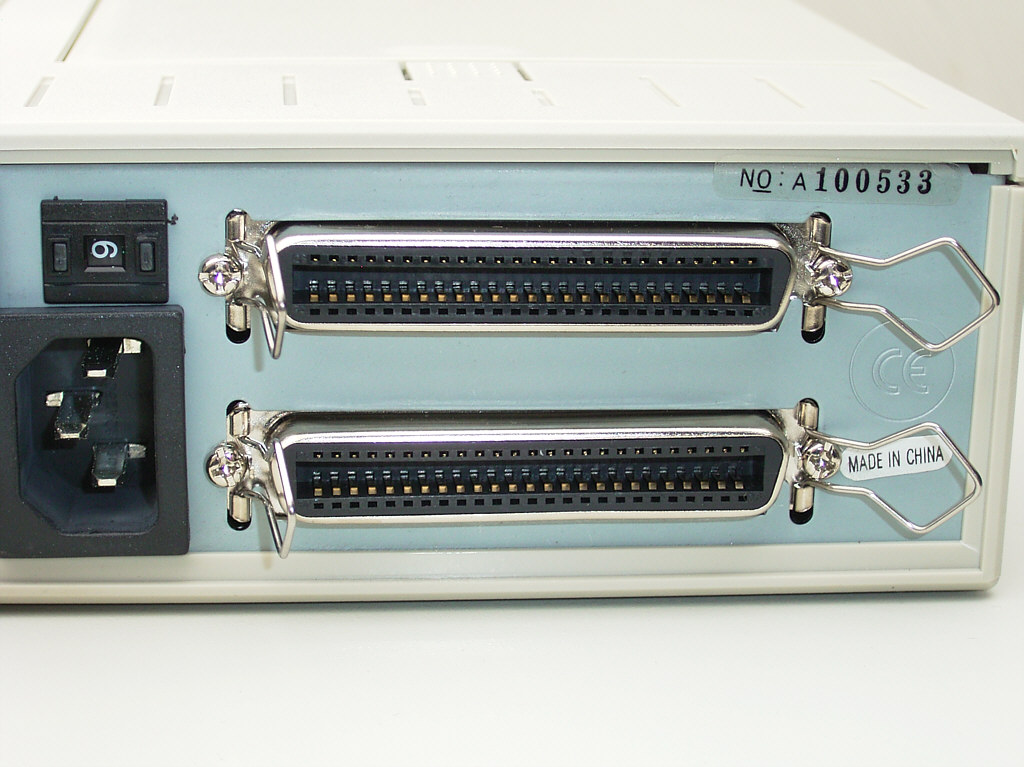
Dos conectores SCSI.

Una interfaz de sistemas informáticos pequeños, más conocida por el acrónimo inglés SCSI (Small Computer System Interface) es una interfaz estándar para la transferencia de datos entre distintos dispositivos del bus de la computadora.
Tras dedicar un día entero a discutir el nombre, Larry Boucher quiso que se pronunciara «sexy». Sin embargo, Dal Allan de ENDL lo pronunció como «scuzzy», y así se quedó.
La parte small de SCSI es histórica; desde mediados de los años 1990, SCSI ha estado disponible incluso en los mayores sistemas informáticos. Desde su normalización en 1986, SCSI ha sido de uso común en el Commodore Amiga y las líneas de servidores y computadoras personales Apple Macintosh y Sun Microsystems.
Apple comenzó a usar Integrated Drive Electronics (IDE) para sus máquinas de gama baja con el Macintosh Quadra 630 en 1994, y lo incluyó en los de gama alta con el Power Macintosh G3 en 1997. Apple abandonó por completo la inclusión de SCSI (en favor de IDE y FireWire) con el G3 azul y blanco en 1999.
Sun ha pasado su gama baja a Serial ATA (SATA). SCSI nunca ha sido popular en la gama baja de IBM PC compatibles, debido al menor precio y buen rendimiento de los discos ATA. Los discos duros SCSI e incluso los sistemas RAID SCSI son comunes en las estaciones de trabajo PC dedicadas a la producción de video y/o audio, pero la aparición de discos SATA de gran capacidad y bajo coste lo desplazaron de ese nicho de mercado.
Actualmente SCSI es popular en estaciones de trabajo de alto rendimiento y servidores. Los sistemas RAID en servidores casi siempre usan discos duros SCSI, aunque varios fabricantes ofrecen sistemas RAID basados en SATA como una opción de menor coste. Las computadoras de escritorio y notebooks utilizan habitualmente ATA/IDE y ahora SATA para los discos duros, y conexiones USB, e-SATA y FireWire para dispositivos externos.

## Tipos de SCSI
1. SCSI 1.: con bus de 8 bits. Velocidad de transmisión de datos a 5 MB/s. Su conector genérico es de 50 pines (conector Centronics) y baja densidad. La longitud máxima del cable es de seis metros. Permite hasta 8 dispositivos (incluida la controladora), identificados por las direcciones 0 a 7.
2. SCSI 2.
  - Fast.: con un bus de 8, dobla la velocidad de transmisión (de 5 MB/s a 10 MB/s). Su conector genérico es de 50 pines y alta densidad. La longitud máxima del cable es de tres metros. Permite hasta 8 dispositivos (incluida la controladora), identificados por las direcciones 0 a 7.
  - Wide.: dobla el bus (pasa de 8 a 16 bits). Su conector genérico es de 68 pines y alta densidad. La longitud máxima del cable es de tres metros. Permite hasta 16 dispositivos (incluida la controladora), identificados por las direcciones 0 a 15.
3. SCSI 3.
  - .1 SPI (Parallel Interface o Ultra SCSI).
    - Ultra: dispositivos de 16 bits con velocidad de ejecución de 20 MBps. Su conector genérico es de 34 pines de alta densidad. La longitud máxima del cable es de 1,5 m. Admite un máximo de 15 dispositivos. También se conoce como Fast 20 o SCSI-3.
    - Ultra Wide: dispositivos de 16 bits con velocidad de ejecución de 40 MBps. Su conector genérico es de 68 pines y alta densidad. La longitud máxima del cable es de 1,5 metros. Admite un máximo de 15 dispositivos. También se conoce como Fast SCSI-3.
    - Ultra 2: dispositivos de 16 bits con velocidad de ejecución de 80 MBps. Su conector genérico es de 68 pines y alta densidad. La longitud máxima del cable es de doce metros. Admite un máximo de 15 dispositivos. También se conoce como Fast 40.

  - .2 FireWire (IEEE 1394).
  - .3 SSA (Serial Storage Architecture): de IBM. Usa full-duplex con canales separados.
  - .4 FC-AL (Fibre Channel Arbitrated Loop): usa cables de fibra óptica (hasta 10 km) o coaxial (hasta 24 m). Con una velocidad máxima de 100 MBps.

- Utilizan CCS (Command Common Set): es un conjunto de comandos para acceder a los dispositivos que los hacen más o menos compatibles.

- SCSI 1, SCSI 2 y SCSI 3.1 (SPI) conectan los dispositivos en paralelo.

- SCSI 3.2 (FireWire), SCSI 3.3 (SSA) y SCSI 3.4 (FC-AL) conectan los dispositivos en serie.

- Hacen falta terminadores (jumpers, libros del BIOS, FÍSICOS) en el inicio y fin de la cadena.

- Número máximo de dispositivos: la controladora cuenta como un dispositivo (identificador 7, 15).
  - Bus; dispositivos: identificadores; conector:
    - Bus de 8 bits; 7 dispositivos: identificados del 0 al 6; conector de 50 pines.
    - Bus de 16 bits: 15 dispositivos: identificados del 0 al 14; conector de 68 pines.